# Ana Corredoira
Ana Corredoira Vázquez (Galicia, c. 1990) es una bióloga y ganadera española que fue reconocida con el Premio Extraordinario de Medioambiente 2021.

## Trayectoria
Hija de ganaderos que fueron pioneros en la implantación de un modelo de agricultura y ganadería ecológica de producción y venta directa de leche en Palas de Rey. En 2013 se licenció en biología. En 2014, Ana Corredoira se instaló en Cernada y tras el fallecimiento de su padre asumió la dirección y gestión de la granja. Al año siguiente, formó la cooperativa As Vacas da Ulloa SCG, con Marta Álvarez, otra ganadera de la comarca, para producir de lácteos ecológicos bajo la marca Sen máis.
Además, comenzó una labor de divulgación y comunicación sobre ganadería y el sector primario, el cooperativismo, el emprendimiento y visibilizando el papel de la mujer en el mundo rural y sector primario.
En 2022 se convirtió en miembro del Consejo Asesor para el desarrollo de la Estrategia España Nación Emprendedora. Al año siguiente, se convirtió en candidata a la alcaldía de Palas de Rey por el PSOE.

## Reconocimientos
En 2022, el Ministerio Para la Transición Ecológica y el Reto Demográfico reconoció a Corredoira con el Premio Extraordinario de Medioambiente 2021. En 2023, fue una de las mujeres homenajeadas por Cocampo con motivo de la celebración del Día Internacional de las Mujeres Rurales.